# Запорожье-Грузовое
Запоро́жье-Грузово́е — грузо-пассажирская железнодорожная станция Запорожской дирекции Приднепровской железной дороги на линии Синельниково I — Запорожье I.
Расположена между станциями Янцево (9 км) и Запорожье I (9 км) в Шевченковском районе города Запорожье.
На станции Запорожье-Грузовое останавливаются пригородные электропоезда сообщением Днепр — Синельниково I — Запорожье I.